# South Acton (stacja kolejowa)
South Acton – stacja kolejowa w Londynie, na terenie London Borough of Ealing. Jej administratorem i zarazem jedynym obsługującym ją przewoźnikiem jest London Overground. W latach 1905–59 należała do sieci metra, a dokładniej do District Line. W roku statystycznym 2007/08 skorzystało z niej ok. 278 tysięcy pasażerów.